# دیانت بهائی آئین فراگیر جهانی (کتاب)
دیانت بهائی آئین فراگیر جهانی کتابی است که توسط ویلیام هچر و داگلاس مارتین در سال ۱۹۸۴ در مورد دیانت بهایی نوشته شده‌است. این کتاب توسط دایرةالمعارف بریتانیکا به عنوان یکی از ده کتاب سال «که سهم قابل توجهی در دانش و فهم بشری» در حوزه دین داشته‌است، انتخاب شد. دایرةالمعارف بریتانیکا کتاب را «مقدمه‌ای جامع بر تاریخ، فلسفه و عملکرد یکی از جوان‌ترین ادیان جهان» توصیف کرد.
کتاب چهار بار تجدید چاپ شد، بار نخست در سال ۱۹۸۵ توسط انتشارات Harper & Row در سانفرانسیسکو، در ۲۲۸ صفحه؛ بار دوم در سال ۱۹۸۹ در نسخه جلد کاغذی؛ بار سوم درسال ۱۹۹۸ با اعمال تغییراتی توسط انتشارات Bahá’í Publishing Trust در ویلمتِ شیکاگو در ۲۵۳ صفحه و نهایتاً در سال ۲۰۰۲ با تغییرات مجدد توسط Bahá’í Publishing Trust در ۲۵۳ صفحه. Harper & Row، اولین ناشر کتاب، یک ناشر دانشگاهی معتبر با رتبه A است.
از ویلیام هچر، یکی از نویسندگان کتاب، در دایرةالمعارف جهانی فلسفه (به فرانسوی: Encyclopédie Philosophique Universelle) به عنوان یکی از هشت فیلسوف افلاطونی نیمه دوم قرن بیستم نام برده شده‌است.